# Trung Kiên
Nguyễn Trung Kiên (Kiến Xương, Provincia de Thái Bình, Vietnam del Norte, 1939 - Hanói, 27 de enero de 2021) fue un cantante de música clásica vietnamita, denominado también como el "Artista del Pueblo". En su momento se unió a Dương y Trần Hiếu, unos famosos intérpretes reconocidos dentro de Vietnam, con quienes formaron un grupo musical llamado 3C Trio (En vietnamita; Tam ca 3C, de tam ca 3 “cụ”), un término que fue inspirado en los Tres Tenores.
Se dice que tenía además parentesco con el joven artista, "MC Trung Kiên", por su forma o estilo de cantar. Aunque más adelante, se negó dicho parentesco.

## Temas musicales
Como profesor de música y denominado "Artista del Pueblo", Trung Kiên ha sido uno de los revolucionarios en promover la música clásica en su país. Entre sus famosos temas mnusicales que se destacan son los siguientes:
- Đất nước trọn niềm vui
- Phất cờ nam tiến
- Cô lái tàu
- Tình ca
- Gặp nhau trên đỉnh Trường Sơn
- Chào sông Mã anh hùng
- Quà tháng năm dâng Người